# Епархия Кальдаса

Герб епархии Кальдаса

Епархия Кальдаса (лат. Dioecesis Caldensis) — епархия Римско-Католической церкви с центром в городе Кальдас, Колумбия. Епархия Кальдаса входит в митрополию Медельина. Кафедральным собором епархии Кальдаса является церковь Пресвятой Девы Марии.

## История
18 июня 1988 года Римский папа Иоанн Павел II выпустил буллу «Omnium Ecclesiarum», которой учредил епархию Кальдаса, выделив её из архиепархии Медельина.

## Ординарии епархии
- епископ Germán García Isaza C.M.[1] (18.06.1988 — 1.03.2002) — назначен епископом Апартадо;
- епископ José Soleibe Arbeláez (6.12.2002 — 28.01.2015);
- епископ César Alcides Balbín Tamayo (с 28 января 2015 года).

## Источник
- Annuario Pontificio, Libreria Editrice Vaticana, Città del Vaticano, 2003, ISBN 88-209-7422-3
- Булла Omnium Ecclesiarum  (лат.)